# Sébastien Guillot
Sébastien Guillot est un claveciniste, chef de chant, musicologue et professeur de musique français.

## Carrière
Il étudie le clavecin à Paris avec Huguette Dreyfus et Christophe Rousset, et Laurence Boulay pour la basse continue. Parallèlement, il suit un cursus en Histoire de la musique et musicologie à la Sorbonne, à la Schola Cantorum de Paris et au CNR de Versailles. Il poursuit ses études au Conservatorium Sweelinck d'Amsterdam, dans la classe de Bob van Asperen, ainsi qu'au Conservatoire royal de La Haye, avec les Frères Kuijken, Lucy van Dael et Wilbert Hazelzet (musique de chambre), Max van Egmond et Marius van Altena (accompagnement vocal), tout en participant aux master-classes de Reinhard Goebel et Walter van Hauwe.  Passionné par l'art vocal baroque, il suit également les cours d'interprétation de Kai Wessel, Barbara Schlick et Konrad Junghänel à Cologne et Salzbourg, et de René Jacobs et Gemma Bertagnolli à Venise (Fondation Giorgio-Cini).
Sébastien Guillot a obtenu en 1997 un second prix au Concours international Musica Antiqua de Bruges (Festival de musique ancienne de Bruges). Accompagnateur des plus grands solistes (Kai Wessel, Peter Kooy, Vincent Darras, Jed Wentz…), d'ensembles réputés (Musica ad Rhenum, Seicentonovecento) et chef de chant renommé (Centre de musique baroque de Versailles, Maîtrise de Notre-Dame de Paris), il fut également accompagnateur au Department of Early music du Conservatoire royal de La Haye, et chargé de cours à Paris-Sorbonne. Il poursuit une carrière de concertiste et enseigne la musique ancienne (clavecin, basse continue & art vocal baroque) dans les conservatoires de Paris. Comme musicologue, diplômé de l'Université de Paris-IV (Sorbonne) et de l'École pratique des hautes études (Paris), il s'est spécialisé dans l'étude de la musique italienne du Seicento romain, notamment des compositeurs Domenico Mazzocchi et Mario Savioni. Il fut doctorant en musicologie à L'Université de Rome "La Sapienza", boursier de la Fondation Ugo e Olga Levi à Venise et résident à l'Ecole Française de Rome et à la Maison française d'Oxford, tout en collaborant au projet Clori-Archivio della cantata italiana de l'Università degli Studi di Roma 2-Tor Vergata. Depuis 2014, il est  organiste à l'église Saint-Nicolas-des-Lorrains de Rome.

## Discographie
- Antonio Vivaldi, Organ Concertos. Vanguard classics, 1994.
- Johann Sebastian Bach, L'Art de la fugue (version autographe, 1742). Naxos 8.557796, 2006.
- Antoine Forqueray, Pièces de viole avec la basse continue, 1° et 5° suites. Integral Classic.
- Henry Purcell, Songs & pièces de clavecin. Hybrid Music, 2008.
- Johann Sebastian Bach, Le Clavier bien tempéré, 2e livre, manuscrit de Londres (1er enregistrement mondial). Saphir Productions, 2011[4],[5].
- Johann Sebastian Bach, Le Clavier bien tempéré, 1er livre, version primitive (1er enregistrement mondial), Cordes & Âmes, 2015.